# Scoglio Sant'Andrea (Pola)
Lo scoglio Sant'Andrea (in croato Sveti Andrija), detto anche scoglio Grande o di Sant'Andrea, è un isolotto disabitato della Croazia, situato nel porto di Pola.
Amministrativamente appartiene alla città di Pola, nella regione istriana.

## Geografia
Lo scoglio Sant'Andrea si trova lungo la costa sudoccidentale dell'Istria, al centro del porto di Pola (luka Pula), e dista 460 m dalla costa meridionale del porto.
L'isolotto ha una forma ovale e misura 335 m di lunghezza e 230 m di larghezza massima. Ha una superficie di 0,036 km² e uno sviluppo costiero di 1,21 km. Al centro, raggiunge un'elevazione massima di 24,3 m s.l.m. All'estremità meridionale si trova un piccolo faro.
Sull'isolotto si trovano i resti di una chiesa bizantina, quel che rimane dell'antico monastero benedettino di Sant'Andrea che venne demolito nel XVI secolo, e quelli del forte Kaiser Franz costruito in epoca austroungarica. Oggi l'isola è utilizzata come punto di stoccaggio per le parti delle imbarcazioni costruite al cantiere navale di scoglio Olivi. Nelle acque a ovest di Sant'Andrea si trova il relitto della Viribus Unitis, corazzata della K.u.k. Kriegsmarine, affondata dagli italiani il 1º novembre 1918 durante la cosiddetta impresa di Pola.

### Cartografia
- Mappa topografica della Croazia 1:25000, su preglednik.arkod.hr.